# 一三七體系
一三七體系，又稱義三七體系、一三七系統或一三七連線，是臺灣籃球教練謝玉娟所規劃的升學管道，由義守大學、三民家商、七賢國中三所學校籃球隊組成，希望能讓高雄在地學生籃球運動員留在當地升學，不必跑到外縣市打球。職場方面謝玉娟則希望能成立一支甲組球隊，2016年曾喊話成立超級籃球聯賽（SBL）第八隊。一三七體系實際運作上會碰到七賢國中端或三民家商端出現新血斷層，以及三民家商升上義守大學的學生身體條件只能先打大專籃球聯賽一般組，尚不能替義守打公開一級。